# Juan Mari Bengoetxea
Juan Mari Bengoetxea, conocido como Bengoetxea III (Ezcurra, Navarra, 10 de septiembre de 1953) es un expelotari español de pelota mano que jugó en la posición de delantero. Nacido en Ezcurra, afincado desde niño en Leiza (Navarra). Su hermano Mikel Bengoetxea también fue pelotari profesional conocido como Bengoetxea IV.
En su paso por el campo aficionado logró el Campeonato de España individual de aficionados en 1972. Ya en profesionales, consiguió la txapela en el Manomanista de 1978 y 1979, además del campeonato de parejas en la edición del año 1979.

## Finales manomanista
| Año  | Campeón        | Subcampeón      | Tanteo | Frontón |
| ---- | -------------- | --------------- | ------ | ------- |
| 1978 | Bengoetxea III | García Ariño IV | 22-13  | Anoeta  |
| 1979 | Bengoetxea III | García Ariño IV | 22-10  | Ogueta  |

## Final de mano parejas
| Año  | Campeones                  | Subcampeones         | Tanteo | Frontón |
| ---- | -------------------------- | -------------------- | ------ | ------- |
| 1979 | Bengoetxea III - Gorostiza | Pierola II - Maiz II | 22-15  | Anoeta  |

- Datos: Q3754960